# Mariano Cañardo

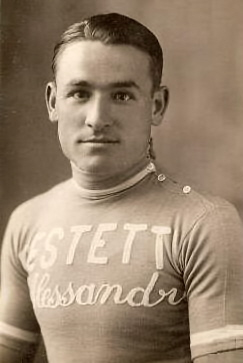
Mariano Cañardo

Mariano Cañardo Lacasta (* 5. Februar 1906 in Olite; † 21. Juni 1987 in Barcelona) war ein spanischer Radrennfahrer, der von 1926 bis 1943 aktiv war. Er ist siebenmaliger Gewinner der Katalonien-Rundfahrt.

## Leben und Laufbahn
Cañardo wuchs in Navarra auf und wurde im Alter von 14 Jahren Waise. Zusammen mit seiner Schwester zog er nach Barcelona, wo er bald mit dem Radsport in Berührung kam. Er galt als exzellenter Berg- und Zeitfahrer und bestritt die meisten seiner Rennen in seinem Heimatland.
Schon in seinem ersten Profijahr machte Cañardo bei der Katalonien-Rundfahrt auf sich aufmerksam, als er in der Gesamtwertung Platz 3 belegte. Noch erfolgreicher war er bei der Kantabrien-Rundfahrt, die er in diesem Jahr sogar gewann. Im Folgejahr belegte er bei der Katalonien-Rundfahrt den 2. Platz und kam in der Asturien-Rundfahrt auf den 3. Platz, wobei er eine Etappe für sich entschied.
Bei der Baskenland-Rundfahrt des Jahres 1928 kam Cañardo auf Platz 3, bei der Asturien-Rundfahrt auf den zweiten Platz und gewann erstmals die Katalonien-Rundfahrt. Den Gesamtsieg wiederholte er 1929.
Auch 1930 gewann Cañardo die Katalonien-Rundfahrt, wurde zudem spanischer Straßenmeister und gewann auch die Baskenland-Rundfahrt (vor Antonin Magne). 1931 wurde er erneut spanischer Straßenmeister, musste sich aber bei der Katalonien-Rundfahrt mit Platz 2 begnügen.
Die Katalonien-Rundfahrt 1932 gewann Cañardo vor dem Italiener Domenico Piemontesi und außerdem noch ein paar kleinere Rennen. Bei der spanischen Straßenmeisterschaft reichte es in diesem Jahr zur Vizemeisterschaft. Herausragendes Ergebnis des Jahres 1933 war der erneute Gewinn der spanischen Straßenmeisterschaft.
1934 kam Cañardo bei der Katalonien-Rundfahrt auf den 4. Platz, wohl in Vorbereitung auf seine erstmalige Teilnahme an der Tour de France. Bei allen gefahrenen Etappen war er nie schlechter als Platz 25 und belegte in der Gesamtwertung den 9. Rang. Bei der spanischen Straßenmeisterschaft errang er wieder den 2. Platz.
1935 nahm er erstmals an der Vuelta a España 1935 teil, gewann eine Etappe und kam im Endergebnis auf Platz 2 hinter Gustaaf Deloor. Die Katalonien-Rundfahrt entschied Cañardo wieder für sich und bei der spanischen Straßenradmeisterschaft belegte er erneut den 2. Platz.
Ein ausgesprochen erfolgreiches Jahr war 1936. Cañardo gewann letztmalig die spanische Straßenmeisterschaft, kam in der Spanien-Rundfahrt auf Platz 10, gewann erneut die Katalonien-Rundfahrt und die Tour de France beendete er auf dem 6. Platz. Das war auch gleichzeitig seine beste Platzierung bei der Tour. 1937 entschied er die Marokko-Rundfahrt für sich, wobei er auch eine Etappe gewann. Ein Etappensieg gelang ihm auch bei der Tour de France in diesem Jahr, in der Gesamtwertung reichte es zu Platz 30.
Auch 1938 entschied Cañardo die Marokko-Rundfahrt bei diesmal 2 Etappensiegen für sich. Bei der Tour de France kam er auf Platz 16. Im Jahre 1939 folgten 4 Etappensiege bei der Circuito del Norte und der Gesamtsieg und er gewann auch noch einmal die Katalonien-Rundfahrt. Aber der spanische Bürgerkrieg wirkte sich zunehmend auf den Radsport aus. 1940 wurde er bei der spanischen Straßenmeisterschaft und der Katalonien-Rundfahrt Dritter. 1941 gewann er bei diesem Rennen nochmal eine Etappe und auch 1942 (diesmal aber im Team-Zeitfahren).
Nach Beendigung seiner aktiven Laufbahn wurde Cañardo erfolgreicher Sportdirektor bei verschiedenen Radsportteams, so auch das spanische nationale Radsportteam, mit dem er 1951 bis 1953 an der Tour de France teilnahm. Auch als Renndirektor von verschiedenen katalanischen Radsportveranstaltungen trat er in Erscheinung. Dazu kamen noch einige administrative Tätigkeiten, wie zum Beispiel als Präsident des katalanischen Radsportverbandes in den Jahren 1969–1974.

## Erfolge
1926
- Gesamtwertung Kantabrien-Rundfahrt

1928
- Gesamtwertung Katalonien-Rundfahrt

1929
- Gesamtwertung Katalonien-Rundfahrt

1930
- Gesamtwertung Circuito de Getxo
- Spanischer Straßenmeister
- Gesamtwertung Valencia-Rundfahrt
- Gesamtwertung Katalonien-Rundfahrt
- Gesamtwertung und eine Etappe Baskenland-Rundfahrt

1931
- Spanischer Straßenmeister

1932
- Gesamtwertung Katalonien-Rundfahrt
- Gesamtwertung Trofeo Masferrer

1933
- Spanischer Straßenmeister
- Gesamtwertung Trofeo Masferrer

1934
- eine Etappe Katalonien-Rundfahrt

1935
- eine Etappe Spanien-Rundfahrt
- Gesamtwertung und drei Etappen Katalonien-Rundfahrt

1936
- Spanischer Straßenmeister
- eine Etappe Spanien-Rundfahrt
- Gesamtwertung Katalonien-Rundfahrt

1937
- eine Etappe Tour de France
- Gesamtwertung Marokko-Rundfahrt

1938
- Gesamtwertung und zwei Etappen Marokko-Rundfahrt

1939
- Gesamtwertung und vier Etappen Circuito del Norte
- Gesamtwertung Katalonien-Rundfahrt
- eine Etappe Álava-Rundfahrt
- Gesamtwertung und eine Etappe Madrid-Lissabon

1940
- Clásica a los Puertos

## Teams
- 1927: FC Barcelona
- 1928: Elvish-Wolbewr
- 1929: FC Barcelona
- 1930: Styl
- 1934–1935: Orbea
- 1936: Colin-Wolber
- 1937–1938: France Sport-Dunlop
- 1941–1942: FC Barcelona